# Seznam poštovních známek České republiky 2022
Seznam českých poštovních známek vydaných v roce 2022
| číslo | datum             | nominální hodnota | rozměr         | grafika                         | rytí            | název                                                                           |
| ----- | ----------------- | ----------------- | -------------- | ------------------------------- | --------------- | ------------------------------------------------------------------------------- |
| 1148  | 20. ledna 2022    | B                 | 19 × 23 mm     | Milan Bauer                     | Miloš Ondráček  | Tradice české známkové tvorby - Ocelotisk z ploché desky                        |
| 1149  | 20. ledna 2022    | 23 Kč             | 40 × 23 mm     | Karel Zeman                     |                 | Moliére                                                                         |
| 1150  | 16. února 2022    | 19 Kč             | 40 × 23 mm     | Eva Hašková                     |                 | Osobnosti: Miloš Forman                                                         |
| 1151  | 16. února 2022    | 34 Kč             | 50 × 40 mm     | Jan Kavan                       |                 | Umělecká díla na známkách: České gotické nástěnné malby                         |
| 1152  | 16. února 2022    | 40 Kč             | 50 × 40 mm     | Jan Kavan                       |                 | Umělecká díla na známkách: České gotické nástěnné malby                         |
| 1153  | 8. března 2022    | 39 Kč             | 40 × 50 mm     | Otakar Karlas                   |                 | Umělecká díla na známkách: Emil Filla                                           |
| 1154  | 8. března 2022    | B                 | 23 × 30 mm     | Petr Foltera                    |                 | Výplatní známky s kupony: Emil Filla                                            |
| 1155  | 18. března 2022   | 58 Kč             | 40 × 26 mm     | Dušan Kállay                    | Jaroslav Tvrdoň | 150. výročí zprovoznění Košicko – bohumínské dráhy                              |
| 1156  | 6. dubna 2022     | B                 | 40 × 23 mm     | Adolf Absolon                   | Martin Srb      | Technické památky: Schwarzenberský plavební kanál                               |
| 1157  | 6. dubna 2022     | E                 | 33 × 33 mm     | Renáta Fučíková                 |                 | EUROPA: Příběhy a mýty                                                          |
| 1158  | 6. dubna 2022     | 30 Kč             | 50 × 40 mm     | Jan Maget                       |                 | Čeští herci a herečky: Jan Werich                                               |
| 1159  | 6. dubna 2022     | 34 Kč             | 50 × 40 mm     | Jan Maget                       |                 | Čeští herci a herečky: Stella Zázvorková                                        |
| 1160  | 18. května 2022   | B                 | 23 × 40 mm     | Jiří Slíva                      |                 | 50. výročí Filatelistické olympiády mládeže                                     |
| 1161  | 18. května 2022   | 23 Kč             |                | Mikuláš Kavan                   |                 | Český svaz včelařů – 150. výročí                                                |
| 1162  | 15. června 2022   | E                 | 40 × 23 mm     | Filip Heyduk                    |                 | Předsednictví ČR v Evropské unii                                                |
| 1163  | 15. června 2022   | E                 | 23 × 40 mm     | Miroslav Roubíček               |                 | Generální konference Mezinár. rady muzeí ICOM v Praze                           |
| 1164  | 15. června 2022   | B                 | 23 × 30 mm     | Jitka Mašínová                  |                 | ZS Mláďata zvířat - Bengálská kočka                                             |
| 1165  | 15. června 2022   | B                 | 23 × 30 mm     | Jitka Mašínová                  |                 | ZS Mláďata zvířat - Perská kočka                                                |
| 1166  | 15. června 2022   | B                 |                | Petr Ptáček                     |                 | Tramvaj Brožík & Křižík                                                         |
| 1167  | 7. září 2022      | 23 Kč             | 27 × 44 mm     | Jaromír Knotek, Libuše Knotková | Martin Srb      | Ochrana přírody: Máchův kraj                                                    |
| 1168  | 7. září 2022      | 26 Kč             | 54 × 44 mm     | Jaromír Knotek, Libuše Knotková | Martin Srb      | Ochrana přírody: Máchův kraj                                                    |
| 1169  | 7. září 2022      | 27 Kč             | 54 × 44 mm     | Jaromír Knotek, Libuše Knotková | Martin Srb      | Ochrana přírody: Máchův kraj                                                    |
| 1170  | 7. září 2022      | 30 Kč             | 54 × 44 mm     | Jaromír Knotek, Libuše Knotková | Martin Srb      | Ochrana přírody: Máchův kraj                                                    |
| 1171  | 7. září 2022      | 27 Kč             | 54,4 × 44,4 mm | Eva Hašková, Jan Maget          |                 | Emil Zátopek a Dana Zátopková                                                   |
| 1172  | 7. září 2022      | 33 Kč             | 54,4 × 44,4 mm | Eva Hašková, Jan Maget          |                 | Emil Zátopek a Dana Zátopková                                                   |
| 1173  | 7. září 2022      | 27 Kč             | 40 × 23 mm     | Eva Bartošová                   |                 | Osobnosti: Jindřich Fügner                                                      |
| 1174  | 7. září 2022      | B                 | 33 × 33 mm     | Zdeněk Daněk                    |                 | Ochrana přírody: Chudobínská borovice                                           |
| 1175  | 7. září 2022      | B                 | 23 × 30 mm     | Barbora Adamusová               |                 | Výplatní známky s kupony: Svatební                                              |
| 1176  | 21. září 2022     | B                 | 33 × 33 mm     | Otakar Karlas                   |                 | Rotunda sv. Václava v Praze - gryf                                              |
| 1177  | 21. září 2022     | B                 | 33 × 33 mm     | Otakar Karlas                   |                 | Rotunda sv. Václava v Praze - lev                                               |
| 1178  | 12. října 2022    | E                 | 23 × 40 mm     | Pavel Sivko                     |                 | Evropská výstava pošt. známek Liberec 2022 - tučňáci                            |
| 1179  | 12. října 2022    | E                 | 23 × 40 mm     | Pavel Sivko                     |                 | Evropská výstava pošt. známek Liberec 2022 - ptáci                              |
| 1180  | 12. října 2022    | 26 Kč             | 54 × 44 mm     | Jan Kavan                       |                 | Krajiny pro chov a výcvik ceremoniálních kočárových koní v Kladrubech nad Labem |
| 1181  | 12. října 2022    | 30 Kč             | 54 × 44 mm     | Jan Kavan                       |                 | Krajiny pro chov a výcvik ceremoniálních kočárových koní v Kladrubech nad Labem |
| 1182  | 12. října 2022    | 34 Kč             | 54 × 44 mm     | Jan Kavan                       |                 | Krajiny pro chov a výcvik ceremoniálních kočárových koní v Kladrubech nad Labem |
| 1183  | 12. října 2022    | 40 Kč             | 54 × 44 mm     | Jan Kavan                       |                 | Krajiny pro chov a výcvik ceremoniálních kočárových koní v Kladrubech nad Labem |
| 1184  | 26. října 2022    | B                 | 30 × 23 mm     | Anna Khunová                    |                 | Výplatní: Vánoce 2022                                                           |
| 1185  | 9. listopadu 2022 | 39 Kč             | 40 × 50 mm     |                                 | Václav Fajt     | Umělecká díla na známkách: Jaroslav Panuška                                     |
| 1186  | 9. listopadu 2022 | 45 Kč             | 40 × 50 mm     |                                 | Václav Fajt     | Umělecká díla na známkách: Jaroslav Panuška                                     |